# Эккерт, Франц фон
Франц фон Э́ккерт (нем. Franz von Eckert; 5 апреля 1852, Нойрод, Силезия (ныне Нова-Руда, Нижнесилезское воеводство Польши) — 6 августа 1916, Сеул (ныне Республика Корея) — немецкий композитор, автор национальных гимнов Японии (яп. 君が代) и Корейской империи (кор. 대한제국의 국가).

## Биография
Родился в семье судебного чиновника. Музыкальное образование получил в консерватории Бреслау и Дрезденской Высшей школе музыки, после окончания которой служил военным музыкантом в Нисе. Впоследствии был назначен капельмейстером Императорских ВМС в Вильгельмсгафене, где на него обратили внимание представители японского правительства и в 1879 году Экерт был приглашён в Японию в качестве иностранного музыкального советника.

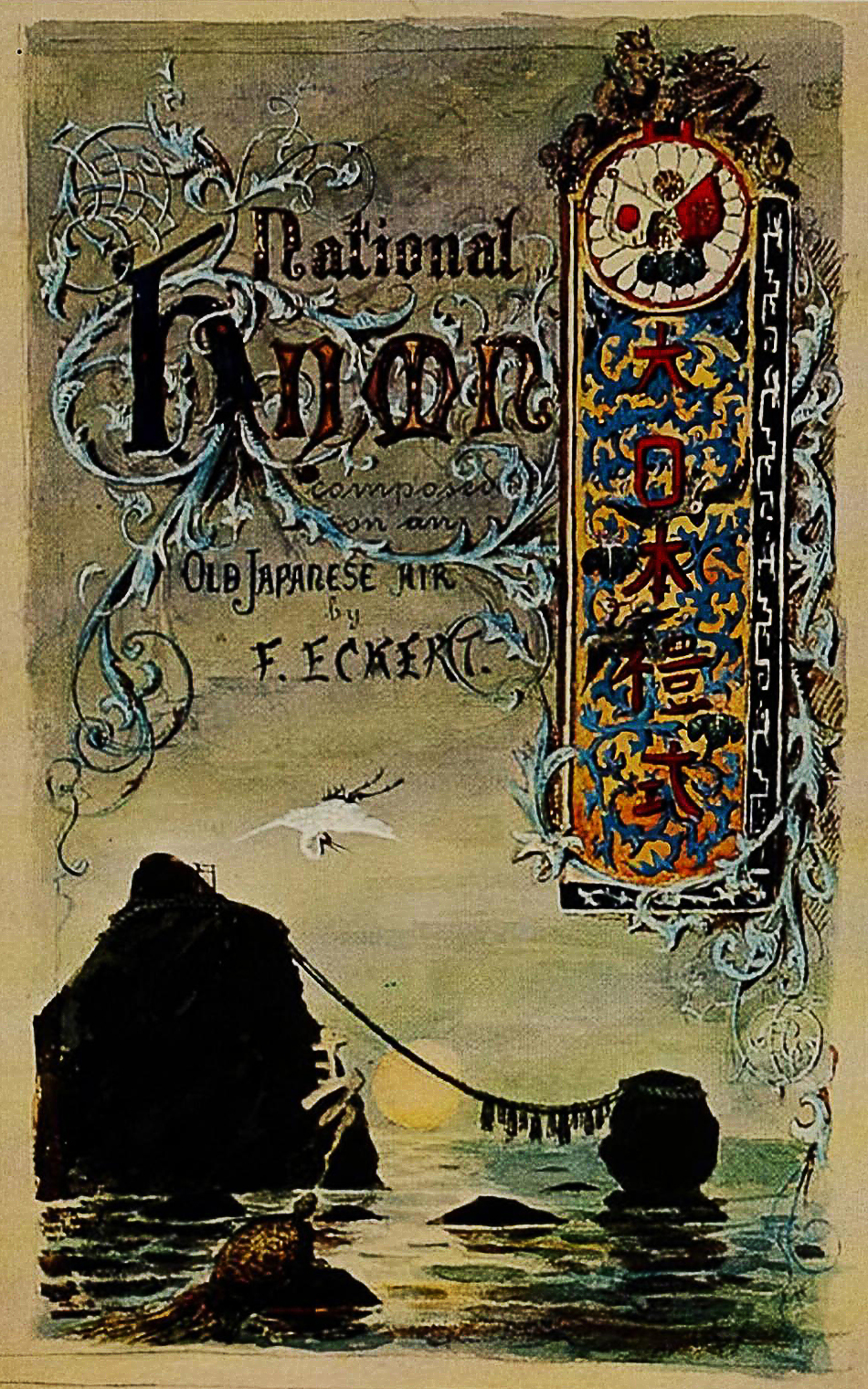
Обложка партитуры гимна Японии в муз. обработке Ф. Экерта

В том же году он прибыл в Токио и оставался в Японии на протяжении 20 лет — сначала служил в Имперском флоте Японии, где в 1879—1880 гг. дирижировал флотским оркестром, а затем работал в Министерстве культуры.
В 1880 году Ф. Экерт сочинил музыку национального гимна — «Гимн Японии» (Кими га ё (яп. 君が代, часто переводится как «Царствование императора») и представил его 3 ноября во дворце в день рождения императора Мэйдзи.
В период между 1883 и 1886 годом композитор работал в Министерстве образования Японии в должности председателя Музыкальной аттестационной комиссии духовых и классических коллективов. В марте 1888 Экерт перешёл в Департамент классической музыки Управления Императорского двора Японии, где основал оркестры Императорской гвардии и Национальной военной академии. В этот период он активно сочиняет музыку для двора и императорская армия Японии — в частности, ему принадлежит авторство траурного марша «Канасими но кивами» (яп. 哀の極) (Великая скорбь), написанного по случаю смерти императрицы Эйсё, вдовы императора Комэя.
Кроме того, он принимал активное участие в создании торжественной музыки для двора и военных, а также ввёл в Японии целый ряд западных музыкальных инструментов и музыкальных теорий.
Большая заслуга Эккерта в том, что ранее неизвестные в Японии немецкие песни и немецкая музыка стали не только широко известны, но и популярны у японцев.
Контракт Экерта с японским правительством закончился в 1899 году, он ушёл в отставку по состоянию здоровья и уехал в Германию, где вскоре после прибытия был назначен музыкальным директором Королевского прусского двора. Однако на родине долго не задержался и уже в 1901 году по приглашению правительства уехал в Корею. На новом месте композитор также сочинял музыку при дворе, руководил оркестром Императорского двора и консультировал корейцев в области европейских музыкальных традиций.
Вскоре его попросили сочинить музыку для гимна Корейской империи. 9 сентября 1902 гимн был представлен императору Коджону. Однако, в 1910 году Корея была аннексирована Японией, и её национальный гимн был запрещен, зато звучал общеимперский, написанный тем же Экертом раньше — «Гимн Японии».
Франц фон Экерт продолжил проживание в Корее. У него начались проблемы со здоровьем. В 1916 году он ушёл с должности дирижёра оркестра и в том же году умер в Сеуле в возрасте 65 лет от рака желудка.